# Callichlamys
Callichlamys, monotipski biljni rod iz porodice katalpovki smješten u tribus Delostomeae. Jedina je vrsta C. latifolia,  lijana iz tropske Amerike, rasprostranjena od južnog Meksika doi Brazila

## Opis
Callichlamys latifolia je velika, drvenasta biljka penjačica sa stabljikama dugim do 15 metara. Za obližnju vegetaciju se veže viticama.

## Ljekovitost
Biljka se bere iz divljine za lokalnu upotrebu kao lijek. Kora stabljike se nariba u uvarak ili se sama svježe naribana kora stavi na čireve uzrokovane lišmaniozom. Smatra se jednim od najboljih lijekova za lišmaniozu.

## Sinonimi
- Bignonia crucifera Bertol. ex DC.; Prodr. [A. DC.] 9: 213 (1845)
- Bignonia hondensis Kunth; Nov. Gen. Sp. Pl. 3: 135 (1818 publ. 1819)
- Bignonia latifolia Rich.; Act. Soc. Hist. Nat. Par. 1: 110 (1792)
- Bignonia rufinervis Mart.; Flora 24(11) Beibl.: 28 (1841)
- Callichlamys garnieri Standl. & L.O.Williams; Ceiba 3: 130 (1952)
- Callichlamys latifolia (Rich.) M.R.Almeida; Fl. Maharashtra 3B: 445 (2001), isonym
- Callichlamys peckoltii Bureau ex K.Schum.; Nat. Pflanzenfam. [Engler & Prantl] IV, 3b: (1894) 223 fig. 88
- Callichlamys riparia Miq.; Linnaea 18: 254 (1845), nom. superfl.
- Callichlamys rubiginosa Miers; Proc. Roy. Hort. Soc. London 3: 201 (1863), nom. nud.
- Callichlamys rufinervis (Mart.) Miers; Proc. Roy. Hort. Soc. London 3: 201 (1863)
- Callichlamys splendida Miers; Proc. Roy. Hort Soc. 3: 201 (1863), nomen
- Delostoma latifolium (Rich.) Splitg.; Tijdschr. Natuurl. Gesch. Physiol. 9: 11 (1842)
- Lundia schomburgkii Klotzsch; M. R. Schomburgk, Reis. Br.-Guiana 2: 1158 (1848), nom. nud.
- Spathodea mansoana DC.; Prodr. [A. DC.] 9: 209 (1845), pro syn.
- Tabebuia latifolia (Rich.) DC.; Biblioth. Universelle Genève, n. s. 17: 131 (1838)
- Tabebuia mansoana DC.; Prodr. [A. DC.] 9: 214 (1845)
- Tabebuia rufinervis (Mart.) DC.; Prodr. [A. DC.] 9: 213 (1845)
- Tabebuia speciosa Standl.; Publ. Field Mus. Nat. Hist. Chicago, Bot. Ser. 8: 49 (1930)